# Podbrest
Podbrest är en ort i Kroatien.   Den ligger i länet Međimurje, i den nordöstra delen av landet, 70 km nordost om huvudstaden Zagreb. Podbrest ligger 153 meter över havet och antalet invånare är 698.
Terrängen runt Podbrest är mycket platt. Runt Podbrest är det ganska tätbefolkat, med 149 invånare per kvadratkilometer. Närmaste större samhälle är Varaždin, 16,1 km väster om Podbrest. Trakten runt Podbrest består till största delen av jordbruksmark.